# Kościół Matki Bożej Częstochowskiej w Drzeniowie
Kościół pw. Matki Bożej Częstochowskiej w Drzeniowie – zabytkowy rzymskokatolicki kościół filialny w Drzeniowie, w powiecie słubickim, w województwie lubuskim, zarządzany przez parafię Matki Bożej Częstochowskiej w Cybince. Terytorialnie należy do dekanatu Rzepin w diecezji zielonogórsko-gorzowskiej.